# Fort Hancock, Texas
Fort Hancock là một nơi ấn định cho điều tra dân số (CDP) thuộc quận Hudspeth, tiểu bang Texas, Hoa Kỳ. Năm 2010, dân số của nơi này là 1750 người.

## Dân số
- Dân số năm 2000: 1713 người.
- Dân số năm 2010: 1750 người.